# Montroty
Montroty è un comune francese di 263 abitanti situato nel dipartimento della Senna Marittima nella regione della Normandia.

## Origini del nome
Il toponimo deriva dalla parola celtica rod che significa "rosso", riferito al monte per l'aridità del suo suolo.

## Storia

### Simboli
Lo stemma è stato adottato il 14 giugno 2024. Il centro abitato si è sviluppato attorno a una grangia, edificata nel 1161 da monaci cistercensi dell'abbazia di Mortemer, per poi divenire una cappella dedicata a santa Maddalena e infine una chiesa nel XVI secolo. Nella parte superiore dello stemma il rosso riprende il colore della bandiera normanna; il sole fa riferimento all'origine del toponimo — che nel XII secolo era grangia de Monte-Rosti — traducibile in "monte bruciato dal sole". La croce di Malta ricorda la presenza di una commanderia degli Ospitalieri di San Giovanni di Gerusalemme, il vaso contenente olio di nardo è l'attributo di Maria Maddalena, patrona del paese.
La parte inferiore è convessa in riferimento alla prima parte del toponimo "Mont", un monte al centro del quale una foresta ed un cervo rappresentano la foresta di Lyons-la-Forêt, particolarmente ricca di selvaggina e che occupa più di metà del territorio comunale. I due leopardi d'oro che sostengono lo scudo sono simbolo della Normandia.

## Società

### Evoluzione demografica
Abitanti censiti